# Човек по имену Ото
Човек по имену Ото (енгл. A Man Called Otto) америчка је драмедија из 2022. године. Режију потписује Марк Форстер, по сценарију Дејвида Магија. Друга је филмска адаптација романа Човек по имену Уве Фредрика Бакмана и римејк истоименог шведског филма Ханеса Холма. Главну улогу тумачи Том Хенкс.
Приказан је 30. децембра 2022. године у одабраним биоскопима, док је редовно приказивање започело 13. јануара 2023. године у Сједињеним Америчким Државама, односно 2. фебруара исте године у Србији. Добио је помешане рецензије критичара.

## Радња
Ото Андерсон је мрзовољни удовац коме радост доноси једино критиковање и осуђивање својих огорчених комшија. Када се живахна млада породица досели у комшилук, упознаје свог парњака у оштроумној и веома трудној Марисол, што води до неочекиваног пријатељства које ће окренути његов свет наглавачке.

## Улоге
| Глумац               | Улога        |
| -------------------- | ------------ |
| Том Хенкс            | Ото Андерсон |
| Маријана Тревињо     | Марисол      |
| Рејчел Келер         | Сонја        |
| Мануел Гарсија Рулфо | Томи         |
| Камерон Бритон       | Томи         |
| Хуанита Џенингс      | Анита        |
| Питер Лосон Џоунс    | Рубен        |